# 2018-as fedett pályás atlétikai világbajnokság
A 2018-as fedett pályás atlétikai világbajnokságot március 1. és március 4. között rendezték Birminghamben, az Egyesült Királyságban. A férfiaknál és a nőknél is 13-13 versenyszámot rendeztek. Ez volt a város második rendezése a 2003-as eseményt követően.
A magyar csapatot Baji Balázs, Krizsán Xénia, Kerekes Gréta, Kozák Luca, valamint Márton Anita képviselte.
Az a nyolc orosz versenyző, aki engedélyt kapott és elindult a világbajnokságon, a 2015-ben kirobbant doppingbotrány miatt a Nemzetközi Atlétikai Szövetség külön engedélyével, semleges zászló és ANA (Authorised Neutral Athletes) „országnév” alatt versenyezhetett.
Márton Anita 19,62 méteres, új országos rekorddal világbajnok címet szerzett súlylökésben, ezzel ő lett a magyar atlétika első világbajnoka.

## A rendező város kiválasztása
Birmingham a 2016-os és a 2018-as világbajnokság rendezésére is pályázott. Előbbit végül Portland kapta meg egyhangúlag, míg Birmingham a 2018-as eseménynek adhatott otthont. A Nemzetközi Atlétikai Szövetség indoklása szerint döntésüket befolyásolta, hogy így időben távolabb van a brit rendezés a 2012-es londoni olimpiától, ami mellett az Egyesült Királyság 2017-ben szabadtéri világbajnokságot, 2016-ban pedig félmaratoni bajnokságot rendezett. Portland egy hasonló szekvencia kezdeteként kapta az előbbi rendezést, miután a 2022-es atlétikai világbajnokságot az amerikai Eugene városában rendezik, 2028-ban pedig Los Angeles rendezi a nyári olimpiai játékokat.

## A helyszín
A világbajnokság helyszínéül szolgáló Birmingham Aréna 8000 néző befogadására alkalmas.

## Érmesek
- WR – világrekord
- CR – világbajnoki rekord
- AR – kontinens rekord
- NR – országos rekord
- PB – egyéni rekord
- WL – az adott évben aktuálisan a világ legjobb eredménye
- SB – az adott évben aktuálisan az egyéni legjobb eredmény

### Férfi
| Versenyszám     | Arany                                                                            | Arany   | Ezüst                                                                            | Ezüst   | Bronz                                                                     | Bronz   |
| --------------- | -------------------------------------------------------------------------------- | ------- | -------------------------------------------------------------------------------- | ------- | ------------------------------------------------------------------------- | ------- |
| 60 m            | Christian Coleman · Egyesült Államok                                             | 6,37    | Su Bingtian · Kína                                                               | 6,42    | Ronnie Baker · Egyesült Államok                                           | 6,44    |
| 400 m           | Pavel Maslák · Csehország                                                        | 45,47   | Michael Cherry · Egyesült Államok                                                | 45,84   | Deon Lendore · Trinidad és Tobago                                         | 46,37   |
| 800 m           | Adam Kszczot · Lengyelország                                                     | 1:47,47 | Drew Windle · Egyesült Államok                                                   | 1:47,99 | Saúl Ordóñez · Spanyolország                                              | 1:48,01 |
| 1500 m          | Samuel Terera · Etiópia                                                          | 3:58,19 | Marcin Lewandowski · Lengyelország                                               | 3:58,39 | Abdelaati Iguider · Marokkó                                               | 3:58,43 |
| 3000 m          | Yomif Kejelcha · Etiópia                                                         | 8:14,41 | Selemon Barega · Etiópia                                                         | 8:15,59 | Bethwell Birgen · Kenya                                                   | 8:15,70 |
| 60 m gát        | Andrew Pozzi · Nagy-Britannia                                                    | 7,46    | Jarret Eaton · Egyesült Államok                                                  | 7,47    | Aurel Manga · Franciaország                                               | 7,54    |
| 4 × 400 m váltó | Lengyelország · Karol Zalewski · Rafał Omelko · Łukasz Krawczuk · Jakub Krzewina | 3:01,77 | Egyesült Államok · Fred Kerley · Michael Carry · Aldrich Bailey · Vernon Norwood | 3:01,97 | Belgium · Dylan Borlée · Jonathan Borlée · Jonathan Sacoor · Kévin Borlée | 3:02,51 |
| Magasugrás      | Danyil Liszenko ANA                                                              | 2,36 m  | Mutaz Essa Barshim · Katar                                                       | 2,33 m  | Mateusz Przybylko · Németország                                           | 2,29 m  |
| Rúdugrás        | Renaud Lavillenie · Franciaország                                                | 5,90 m  | Sam Kendricks · Egyesült Államok                                                 | 5,85 m  | Piotr Lisek · Lengyelország                                               | 5,85 m  |
| Távolugrás      | Juan Miguel Echevarría · Kuba                                                    | 8,46 m  | Luvo Manyonga · Dél-afrikai Köztársaság                                          | 8,44 m  | Marquis Dendy · Egyesült Államok                                          | 8,42 m  |
| Hármasugrás     | Will Claye · Egyesült Államok                                                    | 17,43 m | Almir dos Santos · Brazília                                                      | 17,41 m | Nelson Évora · Portugália                                                 | 17,40 m |
| Súlylökés       | Tomas Walsh · Új-Zéland                                                          | 22,31 m | David Storl · Németország                                                        | 21,44 m | Tomáš Staněk · Csehország                                                 | 21,44 m |
| Hétpróba        | Kevin Mayer · Franciaország                                                      | 6348    | Damian Warner · Kanada                                                           | 6343    | Maicel Uibo · Észtország                                                  | 6265    |

### Női
| Versenyszám     | Arany                                                                                  | Arany   | Ezüst | Ezüst   | Bronz                                                                                          | Bronz   |
| --------------- | -------------------------------------------------------------------------------------- | ------- | --- | ------- | ---------------------------------------------------------------------------------------------- | ------- |
| 60 m            | Murielle Ahouré · Elefántcsontpart                                                     | 6,97    | Marie-Josée Ta Lou · Elefántcsontpart                                                                            | 7,05    | Mujinga Kambundji · Svájc                                                                      | 7,05    |
| 400 m           | Courtney Okolo · Egyesült Államok                                                      | 50,55   | Shakima Wimbley · Egyesült Államok                                                                               | 51,47   | Eilidh Doyle · Nagy-Britannia                                                                  | 51,60   |
| 800 m           | Francine Niyonsaba · Burundi                                                           | 1:58,31 | Ajeé Wilson · Egyesült Államok                                                                                   | 1:58,99 | Shelayna Oskan-Clarke · Nagy-Britannia                                                         | 1:59,81 |
| 1500 m          | Genzebe Dibaba · Etiópia                                                               | 4:05,27 | Laura Muir · Nagy-Britannia                                                                                      | 4:06,23 | Sifan Hassan · Hollandia                                                                       | 4:07,26 |
| 3000 m          | Genzebe Dibaba · Etiópia                                                               | 8:45,05 | Sifan Hassan · Hollandia                                                                                         | 8:45,68 | Laura Muir · Nagy-Britannia                                                                    | 8:45,78 |
| 60 m gát        | Kendra Harrison · Egyesült Államok                                                     | 7,70    | Christina Manning · Egyesült Államok                                                                             | 7,79    | Nadine Visser · Hollandia                                                                      | 7,84    |
| 4 × 400 m váltó | Egyesült Államok · Quanera Hayes · Georganne Moline · Shakima Wimbley · Courtney Okolo | 3:23,85 | Lengyelország · Justyna Święty-Ersetic · Patrycja Wyciszkiewicz · Aleksandra Gaworska · Małgorzata Hołub-Kowalik | 3:26,09 | Ukrajna · Tetyana Melnik · Katerina Klimjuk · Anna Jaroscsuk-Rizsikova · Anasztaszija Brizsina | 3:31,32 |
| Magasugrás      | Marija Laszickenye ANA                                                                 | 2,01 m  | Vashti Cunningham · Egyesült Államok                                                                             | 1,93 m  | Alessia Trost · Olaszország                                                                    | 1,93 m  |
| Rúdugrás        | Sandi Morris · Egyesült Államok                                                        | 4,95 m  | Anzselika Szidorova ANA                                                                                          | 4,90 m  | Katerína Sztefanídi · Görögország                                                              | 4,80 m  |
| Távolugrás      | Ivana Španović · Szerbia                                                               | 6,96 m  | Brittney Reese · Egyesült Államok                                                                                | 6,89 m  | Sosthene Moguenara-Taroum · Németország                                                        | 6,85 m  |
| Hármasugrás     | Yulimar Rojas · Venezuela                                                              | 16,43 m | Kimberly Williams · Jamaica                                                                                      | 14,48 m | Ana Peleteiro · Spanyolország                                                                  | 14,40 m |
| Súlylökés       | Márton Anita · Magyarország                                                            | 19,62 m | Danniel Thomas-Dodd · Jamaica                                                                                    | 19,22 m | Kung Li-csiao · Kína                                                                           | 19,08 m |
| Ötpróba         | Katarina Johnson-Thompson · Nagy-Britannia                                             | 4750    | Ivona Dadic · Ausztria                                                                                           | 4700    | Yorgelis Rodríguez · Kuba                                                                      | 4637    |

## A magyar sportolók eredményei
Magyarország a világbajnokságon öt sportolóval képviseltette magát.
Érmesek
| Érem  | Versenyző    | Versenyszám | Dátum      |
| ----- | ------------ | ----------- | ---------- |
| Arany | Márton Anita | súlylökés   | március 2. |